# Песчанка (Костанайская область)
Песчанка (каз. Песчаный) — село в Узункольском районе Костанайской области Казахстана. Входит в состав Пресногорьковского сельского округа. Код КАТО — 396651800.
Около села находятся озера Большое, Большое Кочарово, Питное.

## Население
В 1999 году население села составляло 259 человек (133 мужчины и 126 женщин). По данным переписи 2009 года, в селе проживало 214 человек (101 мужчина и 113 женщин).